# Suleiman Ali Mourad
Suleiman Ali Mourad (* vor 1990 in Beirut im Libanon) beschäftigt sich als Religionswissenschaftler und Fachbuchautor mit dem Islam und seiner Geschichte. Schwerpunkte seiner Forschung sind die Hermeneutik des Koran, der mittelalterliche Islam, Jerusalem und die Zeit der Kreuzzüge. Heute lehrt er in den Vereinigten Staaten am Smith College Northampton, Massachusetts. 2013 war er Alexander-von-Humboldt-Stipendiat an der FU Berlin.

## Leben
Suleiman Ali Mourad wurde in Beirut im Libanon geboren. Seine Familie stammt aus dem kleinen Dorf Benwati im Gebiet von Jizzin im Südlibanon. Er ist verheiratet mit Rana Knio, mit der er einen Sohn und eine Tochter hat.
Mourad studierte an der American University of Beirut zunächst Mathematik, in der er 1990 mit dem Bachelor of Arts graduierte und später Geschichte des Nahen Ostens, in der er den B.A. 1991 erreichte, den Master of Arts im Jahr 1996. 2004 promovierte er in den USA an der Universität Yale in dem Fach Arabische und Islamische Studien.

### Lehre und Forschungsaufenthalte
1998 bis 1999 unterrichtete Mourad an der Fakultät für religiöse Studien der Universität Yale, 2000 bis 2001 an der Fakultät für Geschichte der American University of Beirut und 2002 bis 2005 an der Fakultät für Religion am Middlebury College.
Seit 2005 lehrte Mourad als Assistenzprofessor am Smith College. Er wurde dort dann assoziierter Professor und 2010 schließlich Professor für Religion.
Als Alexander-von-Humboldt-Stipendiat forschte er 2013 bis 2014 an der Freien Universität Berlin in Kooperation mit der dortigen Research Unit Intellectual History of the Islamicate World, die von der Islamwissenschaftlerin Professorin Sabine Schmidtke geleitet wird. Dort forschte er zur Mutazila, eine einst einflussreiche, aber später untergegangene Schule des Islams, die den Koran rationalistisch interpretierte, sich also an der menschlichen Vernunft orientierte.
Im Jahr 2025 wurde Mourad mit einem Senior Fellowship des Zukunftskollegs der Universität Konstanz ausgezeichnet.

## Werke

### Bücher
Englisch
- Early Islam between Myth and History. Al-Ḥasan al-Baṣrī (d. 110H/728CE) and the Formation of his Legacy in Classical Islamic Scholarship. Leiden 15. November 2005, Verlag Brill Academic Publishers, ISBN 978-9004148291
- Tamar Mayer, Suleiman Ali Mourad (Herausgeber): Jerusalem: idea and reality., London 2008, Verlag Routledge, ISBN 9780415421287
- Koautor von: The Radicalization of Sunni Jihad Ideology in the Crusader Period. Ashgate 2011[11]
- Suleiman Mourad, James Lindsay: The Intensification and reorientation of Sunni jihad ideology in the crusader period : Ibn Asakir of Damascus (1105-1176) and his age, with an edition and translation of Ibn Asākir's The forty hadiths for inciting jihad. Brill Academic Publishers 2013, ISBN 9789004230668
- Suleiman A. Mourad, Paul M. Cobb, Konrad Hirschler (Herausgeber): The Muslim World in the Age of the Crusades,  Verlag Brill Academic Publishers[12]

Arabisch
- Sirat al-Sayyid al-Masih li-Ibn 'Àsākir al-Dimashqi, Amman 1996, Dār al-Shurūq. Eine Studie und kritische Edition der Jesusbiographie des mittelalterlichen Damaszener Gelehrten Ibn ʿAsākir

### Aufsätze (Auswahl)
- Mary in the Qurʾān: A Reexamination of Her Presentation. in Gabriel S. Reynolds (Herausgeber): The Qurʾān in Its Historical Context, London 2008, Routledge, S. 163–174.
- The Survival of the Muʿtazila Tradition of Qurʾanic Exegesis in Shīʿī and Sunnī tafāsīr in Journal of Qurʾanic Studies 12, 2010, S. 83–108.
- The Revealed Text and the Intended Subtext: Notes on the Hermeneutics of the Qurʾān in Muʿtazila Discourse as Reflected in the Tahdhīb of al-Ḥākim al-Jishumī (d. 494/1101) in Felicitas Opwis, David Reisman (Herausgeber): Islamic Philosophy, Science, Culture, and Religion: Studies in Honor of Dimitri Gutas. Leiden 2012, Brill, S. 367–395.
- Towards a Reconstruction of the Muʿtazilī Tradition of Qurʾanic Exegesis: Reading the Introduction of the Tahdhīb of al-Ḥākim al-Jishumī (d. 494/1101) and Its Application in Karen Bauer (Herausgeberin): The Aims, Methods and Contexts of Qurʾanic Exegesis (2nd/8th – 9th/15th C.), Oxford 2013, Oxford University Press in association with The Institute of Ismaili Studies (London), S. 101–137.
- Jesus in the Qurʾan and Other Early Islamic Texts in James H. Charlesworth, Brian Rhea, Petr Pokorný (Herausgeber): Jesus Research: New Methodologies and Perceptions. The Second Princeton-Prague Symposium on Jesus Research, Princeton 2007. Grand Rapids 2014, Eerdmans, S. 753–765.

### Interviews
- Suleiman Mourad im Dialog mit Perry Anderson: Rätsel des Buches. Zur Geschichte des Korans und der historischen Dynamik des Islams. in Lettre International 106, Herbst 2014, S. 118–129, Das Interview war zuerst in englischer Sprache bei der Zeitschrift New Left Review in der Ausgabe März/April 2014 erschienen.